# ロルフ・リーバーマン
ロルフ・リーバーマン（Rolf Liebermann, 1910年9月14日 - 1999年1月2日）は、スイスの作曲家。シャンソン、クラシック、軽音楽と異なる種類の音楽を作曲した。クラシック音楽ではバロック音楽、古典派音楽、十二音音楽など様々なスタイルの音楽が組み合わされている。

## 経歴
1910年チューリッヒ生まれ。1930年代にウィーンでヘルマン・シェルヘン、後にウラディミール・フォーゲルに作曲と指揮を師事した。
1959年から1973年までハンブルク州立歌劇場の音楽監督を務め、クシシュトフ・ペンデレツキ、ハンス・ヴェルナー・ヘンツェ、ジャン＝カルロ・メノッティを含む24の新作オペラを上演した。その後、1973年から1980年までパリのオペラ座の音楽監督を務め、1980年代に再びハンブルク州立歌劇場の音楽監督に戻った。

## 主な作品
- ジャズバンドと管弦楽のための協奏曲
- オペラ「メデイア」

## 文献
- Gisa Aurbek: Rolf Liebermann. Ellert und Richter, Hamburg 2001, ISBN 3-8319-0006-X.
- Göndi Liebermann: Spannungen: mein Leben mit Rolf Liebermann. M. von Schröder, Düsseldorf 1985, ISBN 3-547-76060-7.
- Regina Scheer: Wir sind die Liebermanns. List-Taschenbuch 60783. Ullstein, Berlin 2008, ISBN 978-3-548-60783-2.